# Jonas' Bog
Jonas' Bog er en bog i Det Gamle Testamente. Profeten Jonas er den 5. af de små profeter, der er at finde i de hebraisk-aramaiske skrifter, eller Det Gamle Testamente. Jonas beretter om, hvordan han af Gud blev sendt ud for at forkynde for indbyggerne i Nineve, og hvordan han forsøgte at undgå den opgave ved at rejse i den modsatte retning. Herefter blev han slugt af en stor fisk og tilbragte tre dage og tre nætter i dens indre. Efter opholdet i fiskens indre tog Jonas til Nineve og forkyndte domsbudskabet for ninevitterne. Ninevitterne reagerede positivt på domsbudskabet til stor ærgrelse for Jonas.
Navnet Jonas betyder due. Han er søn af profeten Amittaj.